# Pareas iwasakii
Pareas iwasakii је гмизавац из реда Squamata и фамилије Colubridae. 

## Угроженост
Подаци о распрострањености ове врсте су недовољни.

## Распрострањење
Јапан је једино познато природно станиште врсте.

## Станиште
Врста Pareas iwasakii има станиште на копну.